# Giorgio di Suelli
Giorgio di Suelli (Cagliari, XI secolo – Suelli, 23 aprile 1117) è stato un vescovo italiano ed è venerato come santo dalla Chiesa cattolica.

## Biografia
Nacque a Cagliari nell'XI secolo da Lucifero e Vivenzia, servi della gleba di una nobildonna, chiamata Greca, che in seguito avrebbe concesso la libertà a Giorgio per consentirgli di intraprendere la strada per il sacerdozio. Questi, a 22 anni, venne nominato vescovo di Suelli (sede vescovile documentata dall'XI al XV secolo, quando venne inglobata nell'arcidiocesi di Cagliari). Morì il 23 aprile 1117. Secondo la tradizione fu un uomo molto pio, un pastore sollecito e un taumaturgo. A lui si attribuiscono infatti diversi miracoli: tra gli altri, avrebbe liberato la mensa del giudice di Cagliari Torchitorio da insetti molesti, risuscitato un ragazzo a Lotzorai e guarito un cieco a Urzulei.
Sempre secondo la tradizione, san Giorgio sarebbe stato sepolto presso la sua cattedrale a Suelli, l'attuale parrocchiale di San Pietro. Presso questo tempio si trova un piccolo santuario, dedicato a san Giorgio, dove i fedeli venerano il luogo in cui si crede si trovi il sepolcro del vescovo.

## Culto
È particolarmente venerato in Sardegna, dove gli sono state dedicate diverse chiese, ed è patrono della diocesi d'Ogliastra. La sua festa si celebra il 23 aprile.
Il culto di san Giorgio di Suelli venne definitivamente confermato nel 1609 da papa Paolo V.